# José Benjamín Quintero
José Benjamín Quintero, más conocido como José Quintero (Ciudad de Panamá, 15 de octubre de 1924-Nueva York, 26 de febrero de 1999) fue un director de escena, productor y pedagogo panameño, principalmente conocido por sus adaptaciones de las obras del dramaturgo Eugene O'Neill.

## Biografía

### Infancia y juventud
Quintero fue el último de los cuatro hijos del matrimonio entre el panameño Carlos Rivera Quintero y la española Consuelo Palmerola, que formaron una familia de posibles y de una profunda fe católica. Describió su niñez, en la que fue monaguillo, como desastrosa, a causa sobre todo de su padre, según él despótico y dominador. El padre de los Quintero lo rechazó desde un inicio, pues deseaba una niña después de dos varones. Según el propio Quintero, su infancia fueron una serie de decepciones a las expectativas de su padre. Este lo llevó a los quince años a un burdel, pero Quintero no se desempeñó como esperaba. No obtuvo tampoco la nota suficiente para poder estudiar medicina. Se graduó en el instituto católico de Ciudad de Panamá, y de allí lo envió su familia a Los Angeles City College en 1943. 
Al año siguiente se regresó a Panamá buscando trabajo. Al no conseguirlo, volvió a los EE. UU., esta vez para estudiar en la Universidad del Sur de California, donde obtuvo el bachillerato de artes en 1948. Entre ese año y 1949 estudió en la Goodman School of Drama (hoy The Theatre School at DePaul University) en el Instituto de Artes de Chicago, en la que se decantó por iniciar su carrera teatral. Cuando se lo comunicó a su padre, este le envió un cheque con cinco mil dólares y una nota en que lo daba por muerto. Por esta razón, Quintero se alejó de su familia por siete años.

### Carrera
Una vez acabados sus estudios en Chicago, marchó a Nueva York, donde formó con otros jóvenes entusiastas Loft Players. En este tiempo llevó una vida precaria que no le impidió dirigir El zoo de cristal, de Tennessee Williams, su primera producción, en el Woodstock Summer Theatre de Nueva York en 1949, y por la que recibió críticas muy positivas y al que se lo asoció por mucho tiempo. Dos años más tarde, cofunda y dirige el Circle in the Square Theatre en Greenwich Village junto a Theodore Mann y Edward Mann, para el que alquilaron un club. La primera obra de la compañía fue Dark of the Moon, en 1951, de William Berney y Howard Richardson, que se representó durante ocho semanas. Tras este éxito, regresa a Panamá, donde se reconcilia con su familia, a la que encuentra destrozada después de que su padre se haya mudado con una amante. 
Cuando se regresa a los Estados Unidos, representa Verano y humo, de nuevo de Tennessee Williams. Con ella alcanza un nuevo triunfo que hizo saltar a la fama a Geraldine Page, que fue protagonista, y que otorgó respetabilidad al teatro ajeno a Broadway. Se hizo muy amigo de Williams y también de Thornton Wilder, cuya Nuestra ciudad dirigió en 1959. Aunque realizó alrededor de setenta producciones de infinidad de autores, como Truman Capote, Brendan Behan, Jean Genet, Jean Cocteau y Noël Coward, no se lo asoció con otro nombre tanto como con el de Eugene O’Neill.
A pesar de las reticencias de la viuda del dramaturgo, Quintero pudo presentar su versión de El hombre de hielo viene a principios de 1956, que tuvo como Hickey a Jason Robards, que lanzó su carrera, y que recibió fantásticas críticas por la audiencia. Desde entonces, entabló amistad con la viuda de O’Neill, Carlotta Monterey O’Neill, que tras este éxito le permitió poner en escena Largo viaje hacia la noche el 7 de noviembre de 1956, estrenándola así en Estados Unidos. Con Fredrich March, Florence Eldridge, Jason Robards, Bradford Diliman y Katharine Ross como personajes, consiguió unas críticas más que favorables, como por ejemplo la escrita por Brooks Atkinson en el The New York Times. El periodista dijo que fue una representación «inspirada», que «logró captar a la perfección el modo lúgubre de la obra». La representación obtuvo tanto el Tony a la mejor dirección en una obra de teatro y al mejor actor para Fredrich March.    
En 1963, dirigió Extraño interludio, con un elenco compuesto por Geraldine Page, Jane Fonda, Franchot Tone, Ben Gazzara, Pat Hingle y Betty Field, y en 1967 dirigió a Ingrid Bergman con Más mansiones majestuosas, estrenando la obra en Los Ángeles y en Nueva York. En 1968, viajó a México para dirigir a la estrella mexicana Dolores del Río en La dama de las camelias, pero esta lo rechazó por sus problemas con el alcohol. Su producción de Una luna para el bastardo, en la Academy Playhouse, Lake Forest, Illinois en 1973, ganó el Tony por la mejor dirección en 1974. En 1988, dirigió una reposición de Largo viaje hacia la noche con Jason Robards y Colleen Dewhurst. A lo largo de su carrera, Quintero dirigió a O’Neill hasta en diecinueve ocasiones.
En 1990, dirigió a Liv Ullmann en Vidas privadas, de Noël Coward en el Teatro Nacional de Oslo. También dirigió óperas para el Metropolitan Opera y el Dallas Opera. Además, dictó clases magistrales en teatro en la Universidad de Houston y en la Universidad Estatal de Florida. En 1996 dirigió dos obras de juventud de O’Neill en el Provincetown Repertory Theater en Massachusetts.    

### Muerte
Quintero falleció en Nueva York el 26 de febrero de 1999 a la edad de 74 años víctima de un cáncer de esófago. 